# Poche (métallurgie)
Pour les articles homonymes, voir Poche.

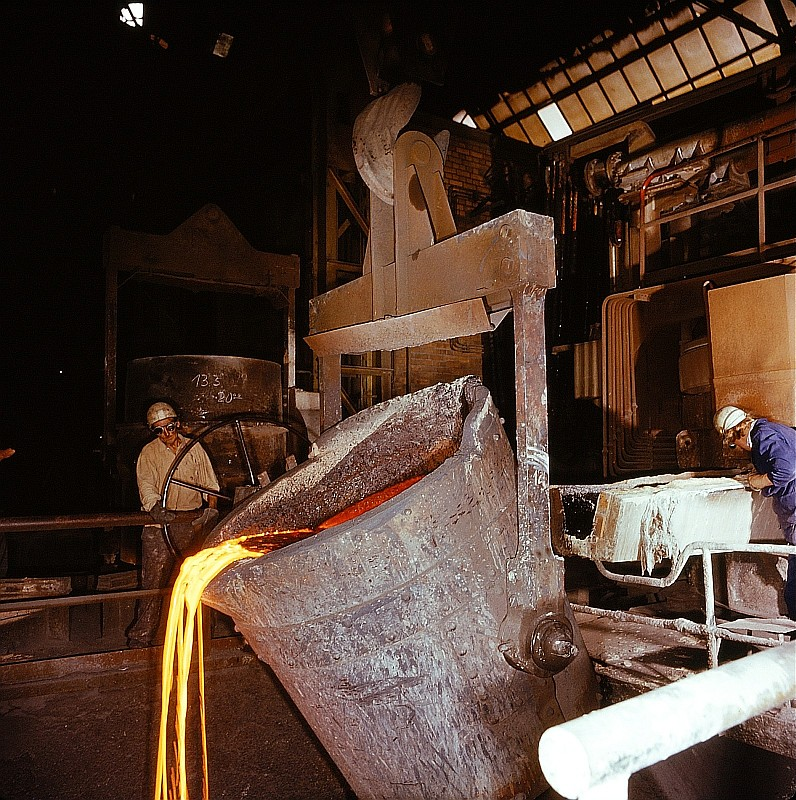
Poche droite avec bec de coulée utilisée en fonderie.

Une poche métallurgique est un récipient métallique revêtu de matériaux réfractaires et servant à transporter le métal en fusion. Sa capacité varie fortement, de 20 kilos dans les fonderies, jusqu'à plus de 350 tonnes dans les aciéries. La morphologie diffère aussi : si les poches sont généralement cylindriques (poche droite), on peut en rencontrer en forme de tonneau (wagon-torpille) pour le transport de la fonte issue des hauts fourneaux.
À noter que le laitier en fusion est, quant à lui, transporté dans des « cuves à scorie », de forme plus évasées et revêtues d'un simple poteyage. Quant aux très petites quantités de métal liquide, ou les métaux précieux, la manutention du métal en fusion se fait avec un « creuset », qui est un récipient en matériau réfractaire dépourvu d'enveloppe métallique.

## Poches droites
Les poches droites sont de forme cylindrique. Elles servent de réacteur chimique pour les opérations de métallurgie en poche, ainsi que de moyen de transport et de stockage de l'alliage pour les opérations de fonderie.
Leur transport se fait au pont roulant ou sur un wagon spécifique. Leur préhension au pont roulant se fait au niveau de leurs deux tourillons fixés sur la ceinture de la poche. Des bretelles s'intercalant entre les tourillons et les crochets du pont roulant sont parfois présentes, ce qui permet de dissocier la préhension du basculement.
Leur vidange se fait soit par basculement (la poche est alors dotée d'un bec), soit au trou de coulée. Le trou de coulée est alors doté d'un mécanisme d'obturation, de type quenouille, tiroir ou unité rotative permettant de finement contrôler le débit de métal en fusion.

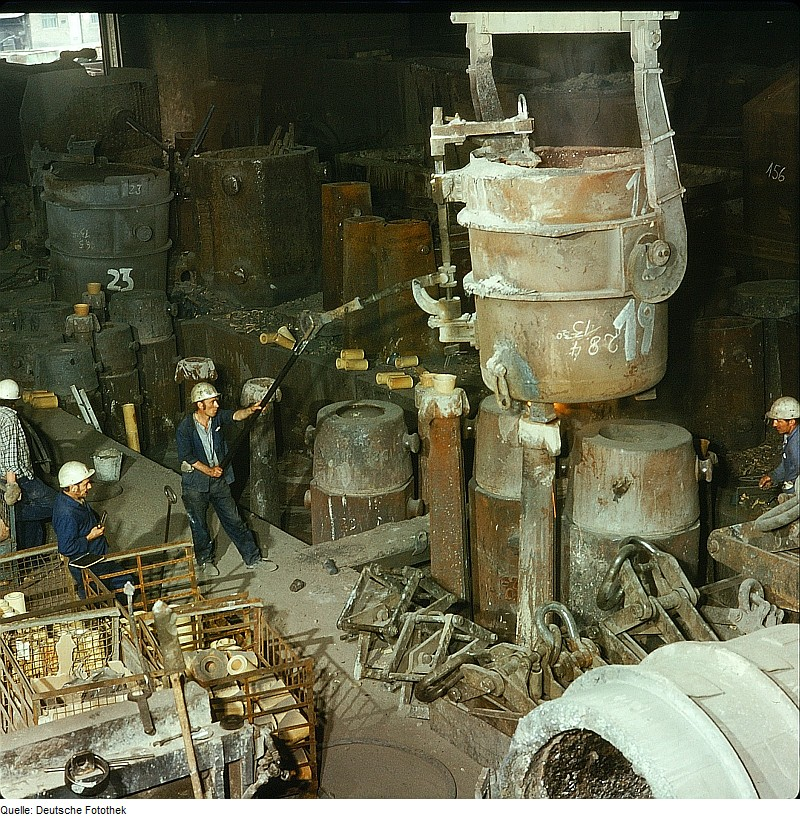
Poche droite en cours de vidange dans des lingotières. Le contrôle du débit d'acier se fait avec une quenouille.
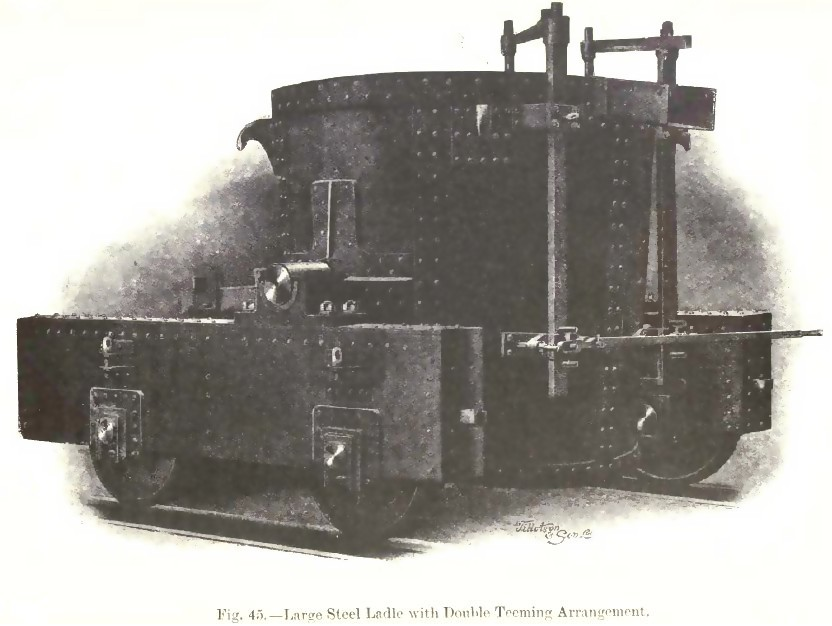
Poche équipée de 2 mécanismes de quenouilles sur son chariot. Celui-ci positionne la poche au-dessus des moules.
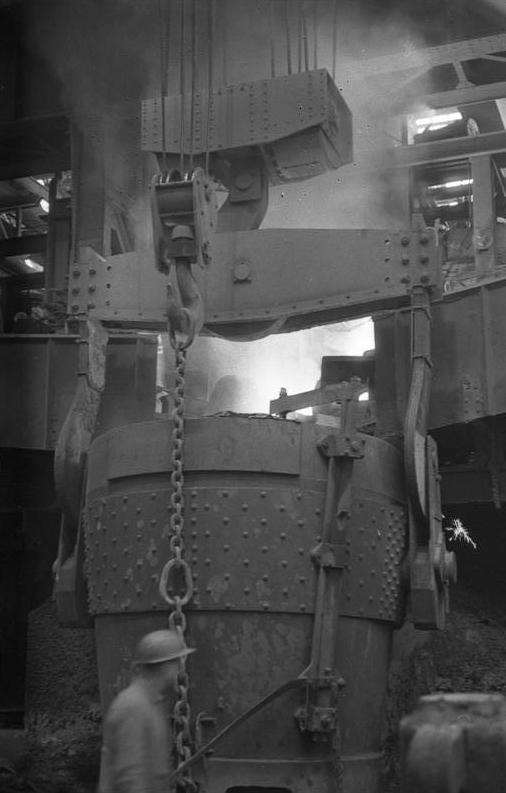
Poche sidérurgique dotée de bretelles pour son levage, et basculée par un levage auxiliaire à chaine.
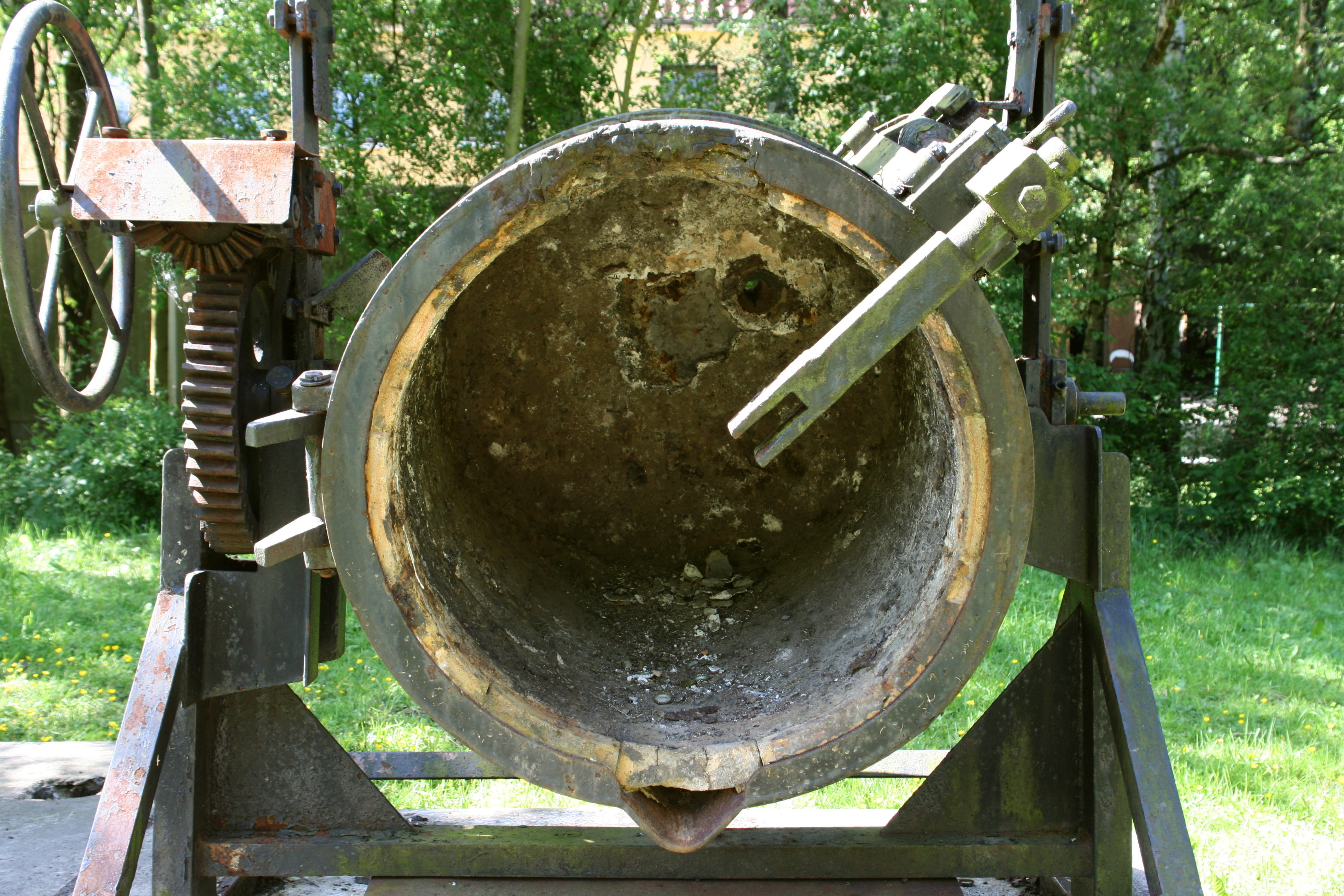
Poche de fonderie. On distingue bien le bec de coulée, le volant de basculement manuel, le trou de coulée et la bannière du mécanisme de quenouille (qui est elle absente).

## Poches torpille

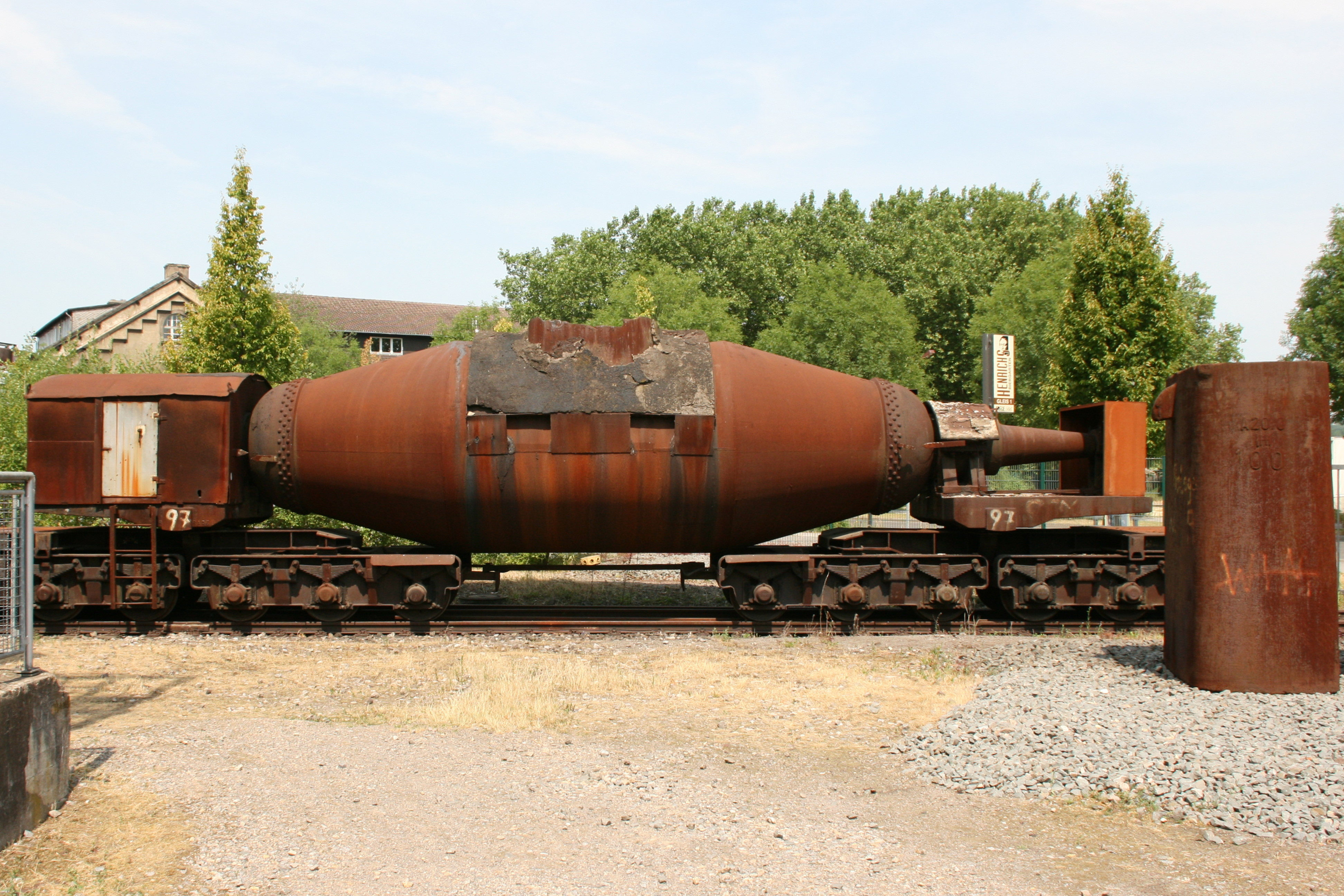
Wagon-torpille utilisé pour le transport de la fonte.

Les wagons-torpille (appelés aussi « wagon-poche-tonneau », ou encore « cigare ») sont essentiellement utilisés pour le transport de la fonte liquide. Leur forme permet une bonne isolation thermique (ils peuvent stocker de la fonte très chaude pendant quelques jours) et une bonne sécurité en cas d'accident. Leur capacité varie entre 75  et   350 tonnes. Leur vidange se fait exclusivement par basculement.